# Тулипалин A
Тулипали́н А (α-метилен-γ-бутиролактон, MBL) — гетероциклическое органическое соединение группы лактонов с химической формулой C5H6O2. Чистый синтетический тулипалин А — прозрачная, слабо растворимая в воде, самопроизвольно полимеризующаяся жидкость без цвета и запаха. Естественный тулипалин А синтезируется растениями семейств Лилейные (тюльпан, рябчик, кандык и другие), Альстрёмериевые (альстрёмерия, бомарея) и Розовые (Спирея). Это сильный естественный инсектицид и фунгицид, препятствующий поражению фузариозом и большинством форм серой гнили, и, одновременно, сильный аллерген человека, вызывающий аллергический дерматит при контакте с луковицами тюльпана и срезанными цветоносами альстрёмерии.
Синтетический α-метилен-γ-бутиролактон был исследован в 1940-е годы; природный α-метилен-γ-бутиролактон впервые был выделен в 1946 году из кандыка американского (Erythronium americanum). В 1966 году гипотетические, ещё не идентифицированные фунгициды, производимые тюльпанами, получили собирательное имя тулипалины; в 1967 году тулипалин А был идентифицирован как уже известный α-метилен-γ-бутиролактон.

## Синтез
Растения семейств лилейные и альстрёмериевые синтезируют и накапливают во всех тканях тулипозиды — специфические гликозиды. Например, в составе тюльпанов обнаружены семь различных тулипозидов (1-тулипозиды А и В, 6-тулипозиды А и B, тулипозиды D, E и F); суммарная их концентрация составляет 0,2—2 % от общей массы растения, в том числе концентрация 6-тулипозида-А — до 1,5 % общей массы. В альстрёмериях суммарная концентрация тулипозидов равна 1—2 % от общей массы. Наибольшие концентрации тулипозидов наблюдаются в пестиках тюльпанов (до 30 % сухой массы) и листьях альстрёмерии (до 10 % сухой массы). Механизм синтеза тулипозидов растениями неизвестен. Тулипозиды сами по себе являются слабыми фунгицидами и слабыми аллергенами, но их запас служит источником тулипалинов — сильных биологически активных веществ. Тулипалин А проявляет сильные фунгицидные и в меньшей степени бактерицидные свойства; тулипалин B — прежде всего бактерицидные. Тулипалин А, кроме того, является сильным инсектицидом; в естественных условиях тулипалин, выделяемый спиреей Тунберга, за неделю уничтожает популяцию пальмового трипса.
Синтез тулипалинов из тулипозидов является, предположительно, защитной реакцией растений на повреждения мембран вакуолей патогенными грибками и происходит в присутствии тулипозид-конвертирующих ферментов (TCE, КФ 4.2.99.22). Синтезируемый растением 1-тулипозид А непрерывно преобразуется в более стабильный 6-тулипозид А, ферменты разлагают этот промежуточный продукт на D-глюкозу и нестабильную органическую кислоту, а эта кислота преобразуется в стабильный тулипалин А. В типичной для растительных тканей слабокислой среде (pH 5,4…6,5) тулипалины стабильны, а в щелочной среде они гидролизуются до стабильной масляной кислоты. Выделенный в лабораторных условиях чистый тулипалин А относительно стабилен при температуре +2 °С, однако после нескольких недель хранения самопроизвольно полимеризуется и утрачивает биологическую активность. В реакциях полимеризации тулипалин А ведёт себя подобно метилметакрилату; гомополимер тулипалина А — твёрдое, хрупкое, прозрачное вещество (аналог полиметилметакрилата) с температурой стеклования 195° С.
В литературе описаны несколько альтернативных способов синтеза тулипалина А в лабораторных условиях. Например, тулипалин А может быть получен из аддукта антрацена по методологии Дильса—Альдера. Вначале исходный аддукт обрабатывается диизопропиламидом лития, а затем оксидом этилена. Продукт реакции разлагается на антрацен и тулипалин А в ходе импульсного вакуумного термолиза при температуре 250—300 °С и давлении в 0,1 мм рт. ст. (13 Па). Выход тулипалина А составляет 77 % от расчётного предела. Все лабораторные технологии синтеза тулипалинов слишком дороги и в промышленном производстве не используются; альтернативой синтезу является производство тулипалинов из растительного сырья. В 2014 году японские химики предложили биотехнологический процесс, использующий лишь воду, этанол, активированный уголь и биомассу тюльпанов особых сортов, отличающихся особо высокой концентрацией тулипозидов в цветках. В этом процессе источником тулипозидов служит водно-спиртовая вытяжка из цветков, а ферментом — извлечённые из луковиц TCE.

## Фунгицидные свойства
Фунгицидные свойства экстракта луковиц тюльпана были впервые доказаны нидерландскими биохимиками в 1966 году. Действующие вещества этого экстракта, ещё не идентифицированные, получили название тулипалины; в 1967 году две независимые группы исследователей идентифицировали гипотетический тулипалин А как хорошо известный α-метилен-γ-бутиролактон. Все тулипалины и тулипозиды угнетают развитие патогенных грибков, но тулипалин А проявляет фунгицидные свойства наиболее активно. Минимальная его концентрация, при которой наступает угнетение патогенных грибов Fusarium oxysporum f. tulipae, Gibberella zeae и Rhizoctonia solani, в 5—10 раз меньше, чем необходимые концентрации других тулипалинов и тулипозидов. В отношении Pythium ultimum все эти вещества эффективны в равной мере.
Тулипалин А угнетает все формы серых гнилей, вызываемых грибками рода Botrytis; это единственное природное вещество, угнетающее развитие специфического паразита тюльпанов Botrytis tulipeae, пусть и столь эффективно, как другие серые гнили. Botrytis tulipeae подавляет защитные реакции тюльпанов: в поражённых им растениях тулипозиды гидролизуются до неактивных кислот, тогда как в тюльпанах, поражённых Botrytis cinerea, тулипозиды активно преобразуются в активные тулипалины. В цветоводческой практике только Botrytis tulipeae способен поразить луковицу тюльпана; другие формы Botrytis ограничиваются надземными побегами. Для самого тюльпана это различие не имеет значения: гибель надземного побега приводит к гибели растения в целом. Заражённые тюльпаны лечению не подлежат и уничтожаются независимо от того, какой именно грибок их поразил.
Наиболее опасный и экономически важнейший из всех патогенов, угнетаемых тулипалинами — возбудитель фузариоза Fusarium oxysporum f. tulipae. Давно известная болезнь выдвинулась на первое место лишь на рубеже XX и XXI веков; предположительные причины этого — появление новых штаммов грибка, законодательные запреты на эффективные фунгициды, укрупнение цветоводческих хозяйств и их переход к машинной обработке луковиц, что резко увеличило долю выкопанных луковиц, получающих механические повреждения.
Луковицы наиболее подвержены фузариозу летом, сразу после выкопки, когда концентрация тулипалинов в кроющих чешуях ещё не достигла нормы. Болезнь быстро распространяется в летних хранилищах и провоцирует выделение луковицами этилена; самоотравление этиленом приводит к гибели зачатков цветков. Связь между этиленовым отравлением и синтезом тулипозидов и тулипалинов достоверно не установлена. По одним наблюдениям, концентрация этилена в воздухе в 1—2 миллионные доли и выше приводит к полной остановке синтеза тулипалинов; как следствие, защитный барьер слабеет даже у здоровых луковиц. По другой работе того же автора, концентрация этилена в 2—20 миллионных долей подавляет только синтез тулипозидов, и не влияет на распад тулипозидов на глюкозу и тулипалины.

## Аллергенные свойства
Германский Федеральный институт оценки рисков классифицирует тулипалины как аллергены категории B («весьма вероятны контактные аллергические реакции»). Регулярный контакт человека с тюльпанами и альстрёмериями приводит к быстрой сенсибилизации организма к тулипалину А и характерному профессиональному заболеванию цветоводов — тюльпановому дерматиту.
Проявления болезни часто совпадают с симптомами грибковых поражений кожи и ногтей. При контакте с луковицами тюльпанов вначале наблюдается эритема кожи кистей рук, затем её ороговение и растрескивание. В начале болезни нередко отмечается кожный зуд, затем покалывание в пальцах. Часто наблюдаются поражения ногтей: растрескивание ногтя, онихолизис (отслоение ногтя), абсцессы ногтевого ложа. В редких случаях тюльпановый дерматит распространяется и за пределы плечевого пояса; известны случаи, когда аллергия приводила к расстройствам речи.
Среди работников альстрёмериевых хозяйств покалывание в пальцах и поражения ногтей не зарегистрированы. Болезнь обычно впервые проявляется на кончиках пальцев, а затем охватывает всю кожу кисти. Наблюдаются крапивница, экзема, шелушение кожи. В литературе описан пример 54-летней женщины-цветовода, у которой аллергия развилась после однократного случайного контакта с соком срезанных альстрёмерий. Первые симптомы, зуд и крапивница пальцев и предплечья, появились через двое суток после контакта. Несколько дней спустя сыпь развилась в экзему с множественными пузырьками. Болезнь отступила после недели наружного применения кортикостероидов; на вылеченной коже остались светлые депигментированные пятна.
Средство профилактики и защиты — ношение перчаток из нитрильного каучука. Обычные хирургические перчатки из латекса и поливинилхлорида проницаемы для тулипалинов и надёжной защиты не обеспечивают.
Аллергенные свойства тулипалина А, предположительно, обусловлены близким соседством метильной и карбонильной групп в молекуле. Структурно близкие циклические соединения, в которых эти группы удалены друг от друга (протоанемонин, γ-бутиролактон), аллергенами не являются.

## Перспективные применения
Тулипалины, будучи естественным антибиотиками, неоднократно испытывались в медицине и фармацевтике (например, в 2011 году исследователи из Оксфорда показали возможность использования природных тулипалинов для синтеза противоопухолевого препарата метиленолактацина). По состоянию на 2014 год, практического результата эти опыты не дали, в фармацевтике тулипалины не применяются.
Тулипалин А рассматривается как один из кандидатов на роль «зелёного» (возобновляемого) мономера — сырья для производства пластмасс, которое может быть извлечено из растений без использования невозобновляемых реагентов и энергоносителей. Первые полимеры на базе чистого α-метилен-γ-бутиролактона и сополимеры α-метилен-γ-бутиролактона и акрилонитрита — прозрачные, весьма твёрдые, но хрупкие, — были запатентованы в США ещё в 1947 году. В позднейшей литературе описаны различные опытные технологии полимеризации, как правило — не чистого тулипалина, но его смеси с другими органическими соединениями. Например, полимерметиленбутиролактон (PMBL, сополимер тулипалина А и γ-метил-α-метилен-γ-бутиролактона)— по свойствам близок полиметилметакрилату (PMMA), и выгодно отличается от него бо́льшей температурой стеклования (195 °C против 100 °С у PMMA) и лучшими механическими и оптическими свойствами. Сополимеры тулипалина А, отличающиеся повышенной стойкостью к истираемости и ультрафиолетовому излучению — возможная перспективная замена акриловых грунтов, красок и лаков в автомобильной промышленности.